# Verfeil, Tarn-et-Garonne
Verfeil är en kommun i departementet Tarn-et-Garonne i regionen Occitanien i södra Frankrike. Kommunen ligger i kantonen Saint-Antonin-Noble-Val som tillhör arrondissementet Montauban. År 2022 hade Verfeil 406 invånare.

## Befolkningsutveckling
Antalet invånare i kommunen Verfeil
| Referens: INSEE |